# چیستوزیورکا
چیستوزیورکا (به لاتین: Chistoozyorka) یک منطقهٔ مسکونی در روسیه است که در سرزمین آلتای واقع شده‌است.